# Eritrichium karavaevii
Eritrichium karavaevii är en strävbladig växtart som beskrevs av Ovczinnikova. Eritrichium karavaevii ingår i släktet Eritrichium och familjen strävbladiga växter. Inga underarter finns listade i Catalogue of Life.